# هيرمان بورمايستر
هيرمان بورمايستر (بالألمانية: Carl Hermann Conrad Burmeister)‏ (و. 1807 – 1892 م) هو أمين، وعالم طيور، وجغرافي، وجيولوجي، وعالم نبات، وعالم الأحياء البحرية، وعالم حيواني، وعالم أرصاد، وعالم حشرات، وعالم زواحف، وإحاثي، وعالم طبيعي، وأستاذ جامعي من اتحاد الراين . ولد في اشترالزوند. تولى منصب عضو مجلس النواب البروسي .
وكان عضواً في الأكاديمية البروسية للعلوم، وأكاديمية سانت بطرسبرغ للعلوم، والأكاديمية الروسية للعلوم، والأكاديمية الألمانية للعلوم ليوبولدينا.
توفي في بوينس آيرس عن عمر يناهز 85 عاماً.

## مناصب وهيئات
أدار جامعة هاله.